# 로린 (가수)
로린(Loreen, 1983년 10월 18일~ )은 스웨덴의 가수, 음악 프로듀서이다. 유로비전 송 콘테스트에 스웨덴 대표로 참가하여 2회(2012,2023) 우승을 하였다.

## 어린 시절
로린은 1983년, 스웨덴, 스톡홀름에서 모로코 이주민인 부모님 아래서 태어났다. 어린 시절에 베스테로스로 이주했다, 그녀는 어린 시절의 대부분을 베스터로스의 거주지역인 그리타에서 거주하였으며, 베스테로스가 자신의 고향이라고 말한다.

## 경력

### 2004~10: 쇼아이돌의 탈락과 공백
로린은 스웨덴 아이돌 2004에서 Lorén Talhaoui이라는 이름으로 자신을 알려나갔다. 오디션에서 공개 투표에서는 탈락했지만 심사위원의 와일드 카드로 프로그램을 진행해나갔다. 8주차에서 탈락하였으며, 전체 순위는 4위였다.
아이돌 탈락 후인 2005년, 그녀는 그룹 Rob'n'Raz와 함께 프로모션형 싱글인 "The Snake"를 발매했다. 같은 해, 스웨덴 방송 TV400의 TV쇼인 Lyssna를 진행하기도 했다. 그 다음해인 2006년, 그녀는 방송 활동을 중단하는데, 당시 스웨덴 공영방송 SVT의 자회사 TV3의 쇼 Värsta pojkvänsakademin과 TV4의 Matakuten, Frufritt의 부분 프로듀서와 감독을 맡고 있던 터라 대중에게 놀라움을 안겨주었다.

### 2011~현재:멜로디페스티발렌,유로비전 송 콘테스트의 우승과 앨범Heal
로린은 "My Heart Is Refusing Me"의 곡으로 멜로디페스티발렌 2011에 참가하며 다시 공식 석상에 앉게 된다. 예테보리에서 열린 두번째 준결승전에서 사라 바르가에 뒤져 탈락하게 된다. 2011년 3월 11일, 곡을 발표하였다. 이 곡은 스웨덴 싱글 차트에서 9위를 기록하였고, 2012년 그녀의 성공으로 22위로 재진입하였다.

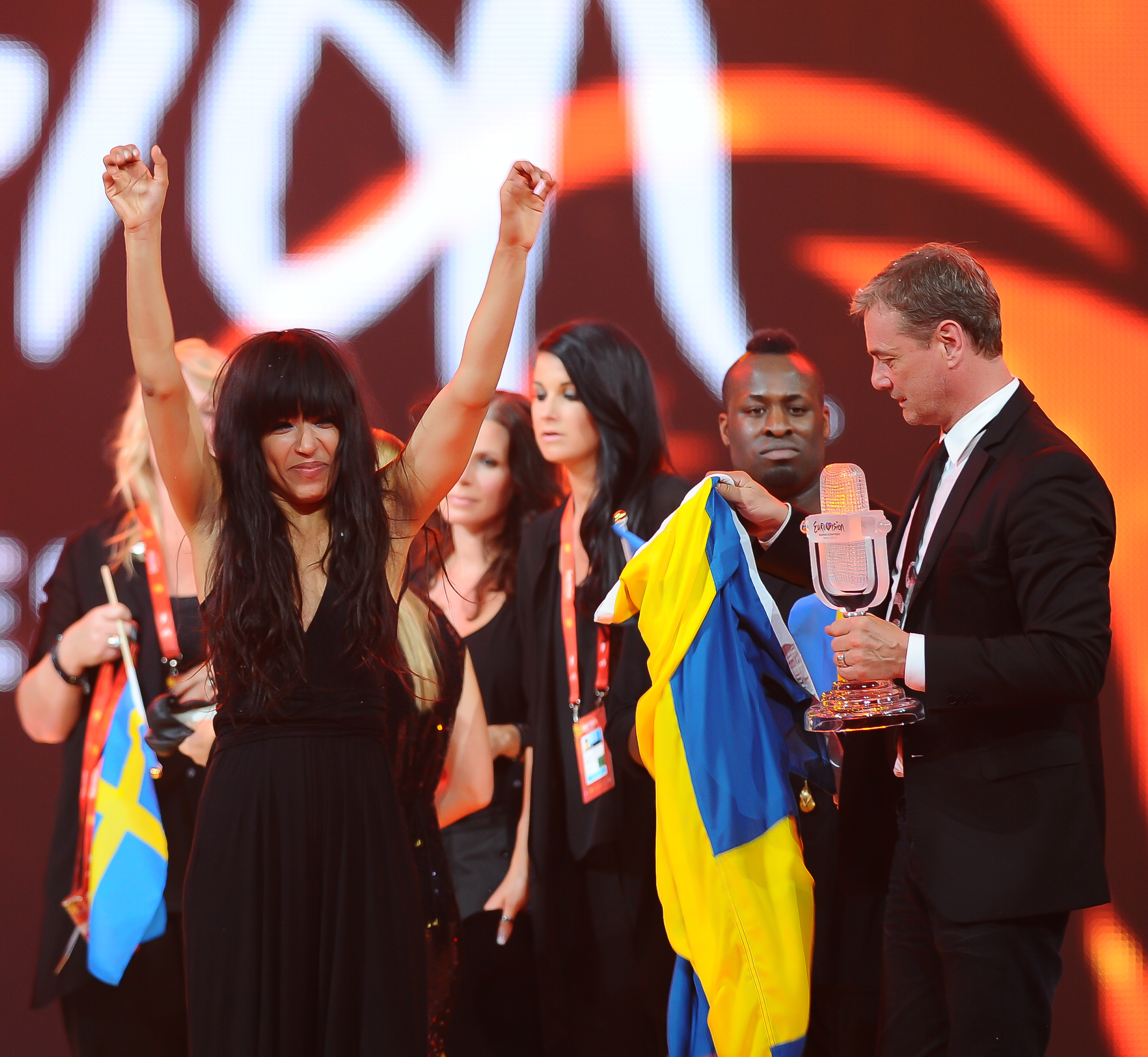
바쿠에서 열린유로비전 송 콘테스트 2012의 우승

2012년 2월 4일에 열린 멜로디페스티발렌 2012의 준결승에서, 3월 10일에 열린 결승에서 우승하며, 아제르바이잔, 바쿠에서 열린 유로비전 송 콘테스트 2012에서 스웨덴을 대표하였다. 스웨덴을 제외한 참가 41개국 중 40개국에게 372점을 받으며 우승을 차지했다. 인터넷 베팅 회사에서는 그녀의 곡이 가장 좋아하는 곡으로 뽑혔다.
2012년 6월 3일, 그녀의 우승곡 "Euphoria"는 영국 싱글 차트에서 3위로 데뷔하며, 영국외 유로비전 곡 중 가장 높은 순위와 판매량을 차지하였다.(이전까지는 아일랜드의 조니 로건) 이 싱글은 첫 주에 62,148장을 팔았다. 유로비전 곡(또는 우승곡)으로는 특이하게도 몇 주간을 탑 20에 머물러있었다.
2012년 6월 21일, 예테보리에서 열린 MTV 월드 스테이지에 모습을 나타내었고, 그녀의 데뷔 앨범 "Heal"의 발표일자를 공개하였다. 10월 24일 발매된 이 앨범은, 스웨덴 앨범차트 60에서 1위로 데뷔하였다. 그리고 발매된지 2주만에 스웨덴에서 4만장을 팔며 플래티넘을 증명받았다. 앨범에서 총 4개의 싱글이 발매되었으며 모두 스웨덴 국내외에서 히트를 하였다.
앨범 홍보를 위해 그녀는 여러 개의 유럽 TV쇼에 음악 게스트로 참여하였는데, 10월에는 폴란드의 오디션 프로그램(Talent)에, 11월에는 루마니아의 X Factor 시즌 2와, 네덜란드의 더 보이스 홀란드 시즌 3에 참여하였다.
그리고 2013년, 유로비전 송 콘테스트 2013에 쓰일 싱글 "We Got the Power"을 발매하였다. 패트릭 베르예르가 프로듀싱을 맡았으며, 아이코나 팝, 리한나. 로빈과 함께 작업한 이스터 딘이 작곡하였다. 2014년에는 피겨스케이트 투어를 돈다고 한다.
그 후 2023년 5월 13일, 유로비전 송 콘테스트 2023에서 스웨덴 대표 로린이 다시 한번 참가하여 "Tattoo"로 11년만 에 우승을 차지하였다. 583점을 기록하여 526점을 기록한 Kärijä에게 승리하였다.

## 음반 목록
- Heal (2012)
- Ride (2017)